# Јенс Мунк (острво)

Острво Јенс Мунк (енгл. Jens Munk Island) је једно од острва у канадском арктичком архипелагу. Острво је у саставу Нунавута, канадске територије.
Налази се уз јужну обалу Бафинове земље. 
Површина износи око 920 km². Острво је ненасељено.
Добило је име по данском истраживачу Јенсу Мунку који је истраживао то подручје 1619-1620.